# كأس نيوزيلندا 1931
كأس نيوزيلندا 1931 (بالإنجليزية: 1931 Chatham Cup)‏ هو موسم من كأس نيوزيلندا. فاز فيه Manurewa AFC ‏.